# لوکاس سیلوا
لوکاس سیلوا بورژس (پرتغالی: Lucas Silva Borges؛ زادهٔ ۱۶ فوریهٔ ۱۹۹۳) بازیکن فوتبال اهل برزیل است که در پست هافبک برای باشگاه فوتبال کروزیرو در سری آ برزیل بازی می‌کند.